# No Tomorrow (seriál)
No Tomorrow je americký komediálně-dramatický televizní seriál, jehož autorkou je Corinne Brinkerhoff. Je inspirován brazilským seriálem Como Aproveitar o Fim do Mundo. Premiérově byl vysílán v letech 2016–2017 na stanici The CW. Celkově bylo natočeno 13 dílů, po první řadě byl kvůli nízké sledovanosti zrušen.

## Příběh
Seriál vypráví o Evie Covington žijící v Seattlu, která se zaplete s volnomyšlenkářským Xavierem, jenž ji inspiruje k vytvoření „apokalystového“ seznamu věcí, které by chtěla zažít před koncem světa. O něm Xavier tvrdí, že nastane za osm měsíců a dvanáct dní.

## Obsazení

### Hlavní role
- Joshua Sasse jako Xavier Holliday
- Tori Anderson jako Evie Covington
- Jonathan Langdon jako Hank Barkley, Eviin kolega
- Sarayu Blue jako Kareema, Eviina kolegyně
- Jesse Rath jako Timothy Finger, Eviin bývalý přítel
- Amy Pietz jako Deirdre Hackmeyer, Eviina nadřízená

### Vedlejší role
- Elizabeth Bowen jako Peggy
- George Basil jako Jesse Holliday, Xavierův bratranec
- Ted McGinley jako Greg Covington, Eviin otec
- Marta Milans jako Sofia
- Kelly Stables jako Mary Anne, Eviina starší sestra
- Greyston Holt jako Mikhail
- Michael P. Northey jako barista

## Vysílání
| Řada | Díly | Premiéra v USA | Premiéra v USA |
| Řada | Díly | První díl      | Poslední díl   |
| ---- | ---- | -------------- | -------------- |
| 1    | 13   | 4. října 2016  | 17. ledna 2017 |